# Észtország az 1936. évi téli olimpiai játékokon
Észtország a németországi Garmisch-Partenkirchenben megrendezett 1936. évi téli olimpiai játékok egyik részt vevő nemzete volt. Az országot az olimpián 4 sportágban 5 sportoló képviselte, akik érmet nem szereztek.

## Alpesisí
Női
| Versenyző              | Versenyszám | Lesiklás | Lesiklás | Lesiklás | Műlesiklás | Műlesiklás | Műlesiklás | Műlesiklás | Műlesiklás | Műlesiklás | Műlesiklás | Összesítés | Összesítés |
| Versenyző              | Versenyszám | Lesiklás | Lesiklás | Lesiklás | 1. futam   | 1. futam   | 2. futam   | 2. futam   | Össz.      | Össz.      | Össz.      | Összesítés | Összesítés |
| Versenyző              | Versenyszám | Idő      | Pont     | Hely.    | Idő        | Hely.      | Idő        | Hely.      | Idő        | Pont       | Hely.      | Pont       | Helyezés   |
| ---------------------- | ----------- | -------- | -------- | -------- | ---------- | ---------- | ---------- | ---------- | ---------- | ---------- | ---------- | ---------- | ---------- |
| Karin Peckert-Forsmann | Összetett   | 7:58,4   | 63,63    | 31.      | 2:00,4     | 23.        | 1:52,6     | 18.        | 3:53,0     | 60,99      | 21.        | 62,31      | 26.        |

## Gyorskorcsolya
| Versenyző       | Versenyszám | Eredmény      | Helyezés      |
| --------------- | ----------- | ------------- | ------------- |
| Aleksander Mitt | 500 m       | 46,6          | 22.*          |
| Aleksander Mitt | 1500 m      | 2:27,8        | 22.           |
| Aleksander Mitt | 5000 m      | 9:00,4        | 22.*          |
| Aleksander Mitt | 10 000 m    | nem ért célba | nem ért célba |

* - egy másik versenyzővel azonos eredményt ért el

## Műkorcsolya
| Versenyző                     | Versenyszám | Helyezési pontszámok bírónként | Helyezési pontszámok bírónként | Helyezési pontszámok bírónként | Helyezési pontszámok bírónként | Helyezési pontszámok bírónként | Helyezési pontszámok bírónként | Helyezési pontszámok bírónként | Helyezési pontszámok bírónként | Helyezési pontszámok bírónként | Több. hely. száma | Hely. össz. | Pont | Helyezés |
| Versenyző                     | Versenyszám | 1                              | 2                              | 3                              | 4                              | 5                              | 6                              | 7                              | 8                              | 9                              | Több. hely. száma | Hely. össz. | Pont | Helyezés |
| ----------------------------- | ----------- | ------------------------------ | ------------------------------ | ------------------------------ | ------------------------------ | ------------------------------ | ------------------------------ | ------------------------------ | ------------------------------ | ------------------------------ | ----------------- | ----------- | ---- | -------- |
| Helene Michelson Eduard Hiiop | Páros       | 18,0                           | 18,0                           | 18,0                           | 18,0                           | 18,0                           | 18,0                           | 18,0                           | 17,0                           | 18,0                           | 9×18+             | 161,0       | 60,9 | 18.      |

## Sífutás
| Versenyző      | Versenyszám | Eredmény | Helyezés |
| -------------- | ----------- | -------- | -------- |
| Vello Kaaristo | 18 km       | 1:25:11  | 30.      |
| Vello Kaaristo | 50 km       | 4:02:52  | 23.      |